# Wind Demon
Wind Demon (ивр. שדון אווירי‎, дословно — «Демон ветра») — израильская крылатая ракета класса «воздух-поверхность» большой дальности, разработанная корпорацией IAI. Ракета предназначена для нейтрализации широкого спектра целей на больших расстояниях с минимальными ресурсами.  Крылатая ракета впервые была представлена на выставке в Фарнборо 22 июля 2024 года.
Это усовершенствованная ракета, оснащенная электрооптической головной частью самонаведения, обеспечивающей высокую живучесть. «Wind Demon» призван дать ответ на потребности рынка в эффективном и относительно дешевом вооружении, позволяющем вести продолжительный бой.

## Тактико-технические характеристики
- Дальность полёта: > 200 км
- Масса: 140 кг
- Круговое вероятное отклонение: 1 м
- Система управления: Электрооптический целеуказатель (EO), IIR, HD VIS, полуактивное лазерное самонаведение, ATR и управление Man-in-the-Loop

## Описание
«Wind Demon» запускается с воздушных платформ, таких как вертолеты или самолёты, и следует заранее определенному плану миссии для атаки движущихся или неподвижных целей на дальностях, превышающих 200 километров. Двигаясь на малых высотах, «Wind Demon» избегает обнаружения, срыва и перехвата. Ракета способна поражать как мобильные, так и стационарные цели. 
Операторы могут выбирать профили скорости «быстро/медленно/быстро», которые позволяют реагировать на высокие скорости или приближаться к точкам интереса на низкой скорости, все это разработано для элемента неожиданности и уклонения.